# Flitwick (Bedfordshire)
Pour l’article homonyme, voir Flitwick.
Flitwick, est un petit village et une paroisse civile du Central Bedfordshire, en Angleterre.